# José de Urriés
José de Urriés Navarra y Marcilla (Ayerbe, marzo de 1657 - c., 1720) fue un noble, político y militar español, duodécimo señor de la baronía de Ayerbe y decimoquinto de la Peña, miembro de un antiguo linaje aragonés, que ocupó importantes cargos para el Reino de Aragón y la Monarquía Hispánica, y sirvió a la causa borbónica en la Guerra de Sucesión.

## Biografía
Hijo de Pedro de Urriés Navarra y Juana Martínez de Marcilla, siguió los pasos de su padre en el servicio a Carlos II. Ocupaba Pedro de Urriés la General Gobernación del Reino de Aragón, cuando Carlos II dispuso en 1689 que su hijo, José de Urriés, le sucedería en el cargo a su fallecimiento, habilitándolo en 1692 para que pudiera también sustituir a su padre en caso de ausencia o enfermedad. Pedro de Urriés se casó en Zaragoza en 1678 con Josefa Francisca de Gurrea, coincidiendo con la reunión de las Cortes aragonesas en la ciudad y de las que su padre formaba parte por el brazo de nobles. En 1683, José de Urriés consta como miembro de la Cofradía de Caballeros de San Jorge. Fallecido su padre en 1696, heredó sus títulos, y fue nombrado alcaide de la fortaleza de Huesca y General Gobernador de Aragón, puesto en el que le ratificó Felipe V. Mantuvo la gobernación hasta que en 1706 le sustituyó en el cargo Francisco Miguel de Pueyo, hasta ese momento virrey de Mallorca. Inmediatamente, Felipe V le nombró consejero de capa y espada del Consejo Supremo de Aragón, donde permaneció hasta la extinción del órgano en 1707 con el Decreto de Nueva Planta del Reino de Aragón que abolió los Fueros. Fue destinado de inmediato ese mismo año por Felipe V al Consejo de Italia, no sin antes participar en la guerra sucesoria en el intento infructuoso de levantar el sitio de Lérida al que sometieron la ciudad los austracistas.
De su matrimonio con Josefa Francisca de Gurrea tuvo cuatro hijos. El mayor, varón, falleció de niño, y le sobrevivieron las tres hijas: Ana María, Josefa y Andrea de Urriés y Gurrea de Aragón. Ana María, la mayor, se casó con otro miembro de la familia Urriés, su primo, Benito Ignacio de Urriés, y cuyo hijo, Pedro Jordán de Urriés y Urriés, fue el I Marqués de Ayerbe por concesión de Fernando VI en 1750.